# 川津祐介
川津 祐介（かわづ ゆうすけ、1935年5月12日 - 2022年2月26日）は、日本の俳優。東京都新宿区出身。

## 来歴
1935年（昭和10年）5月12日（日曜日）、東京府東京市四谷区新宿（現在の東京都新宿区新宿）に生まれる。
慶應義塾高等学校から慶應義塾大学医学部在学中の1958年（昭和33年）、映画監督である兄・川頭義郎が縁となり木下惠介の勧めもあって同年の『この天の虹』（松竹）でスクリーンデビュー。
『人間の條件』の「第3部・第4部」（1959年）と「第5部・第6部」（1961年）に寺田二等兵役で出演。
松竹時代は青春スターとして人気を誇る。退社後はフリーとなり、松竹時代の青春路線とは異なる敵役や癖のある準主役などさまざまな役柄を演じた。
1965年（昭和40年）からはテレビドラマ『東京警備指令 ザ・ガードマン』の荒木隊員や『スパイキャッチャーJ3』の壇俊介などでアクションスターとして人気を集める。
『Gメン'75』のバイクアクションシーンで、簡単なスタントであったにもかかわらず過度のダイエットがたたり大ケガを負ってしまい、長期入院で番組を降板し仕事が途絶えてしまうという苦境に立たされた。しかし、食品会社のコマーシャルに家族全員で出演することによってピンチを脱することができたと、後年の自著『こんなにヤセていいかしら』で述懐している。
1976年（昭和51年）、神奈川県藤沢市の志澤藤沢店（1978年から藤沢西武）に「珈琲＆ワインの店　ララの巣」を開業し、レストランオーナーとして活動。その後、茨城県土浦市、東京都練馬区にも支店を構えるが、経営不振によりすべて閉店した。
1988年（昭和63年）にはダイエット本である著書『こんなにヤセていいかしら』がベストセラーになり、同書の中核である「骨盤体操」を世に流行らせた。キチンキトサンのもつ毒素吸着効果に着目し、廃棄物処理されていたエビ・カニの殻を安定仕入れするための独自ルートを構築する。殻から抽出したスープ類を提供していた。
1995年（平成7年）、心臓左心室壊死という病気にかかり、20数年間司会を務めた早朝の科学番組『てれび博物館』（東海テレビ）において、手術のために降板することを自身の口から視聴者に告げる。医師からは余命3週間、長くて3か月と診断されていたが奇跡的に手術が成功して復帰した。この手術の一部始終は『てれび博物館』で放送された。
2009年（平成21年）4月から京都造形芸術大学芸術学部映画学科客員教授に就任（任期は1年）。
2014年（平成26年）4月、長田紀生監督作品『ナンバーテン・ブルース さらばサイゴン』が日本初公開された。川津の主演作品であったが、諸般の事情からお蔵入りになっており、1975年にベトナム戦争下で撮影されて以来、満39年後の初公開となった。
2021年9月頃に体調を崩し、以降は介護を受けながら自宅療養を続けてきたが、2022年2月26日8時13分、慢性心不全のため東京都内の自宅で死去した。86歳没。訃報は3月4日にメディアで明らかになった。

## 人物・エピソード
娘の川津花、川津春は元女優。趣味は陶芸、油絵、料理など。
映画『ゴジラvsメカゴジラ』で監督を務めた大河原孝夫は、川津についてベテランとして全体を見ており、撮影が終わるとステージに一礼してから帰るなど、見習う点が多かったと述べている。同作品でヒロインを務めた佐野量子は、NGが続いた際に川津からリラックス法を教えてもらったといい、ベビーゴジラのスーツアクターを務めた破李拳竜も見やすい位置を尋ねられたり、歩き始めのタイミングを教えてくれるなど川津から気を遣ってもらったことを証言している。

## 主な出演

### 映画

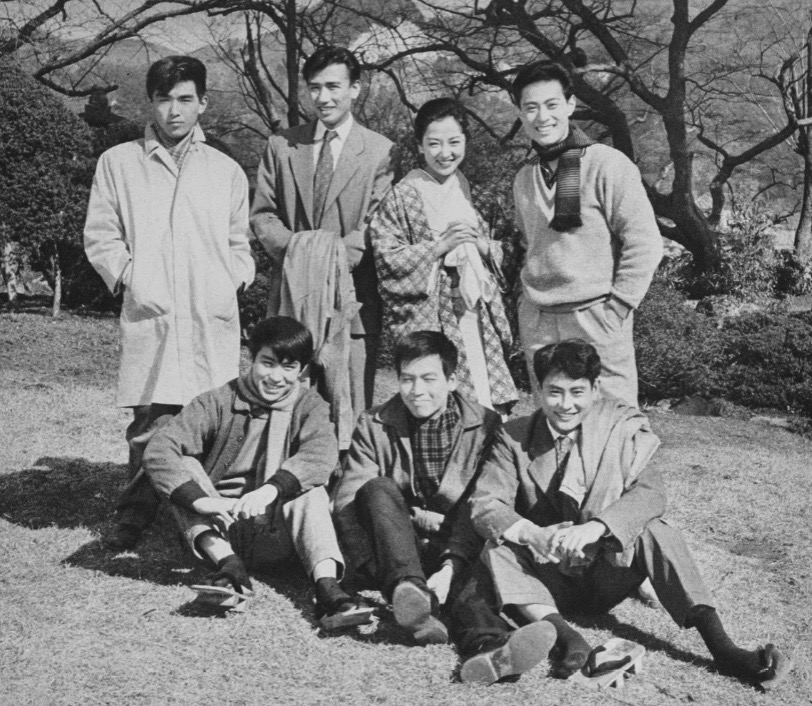
『惜春鳥』（1959年）

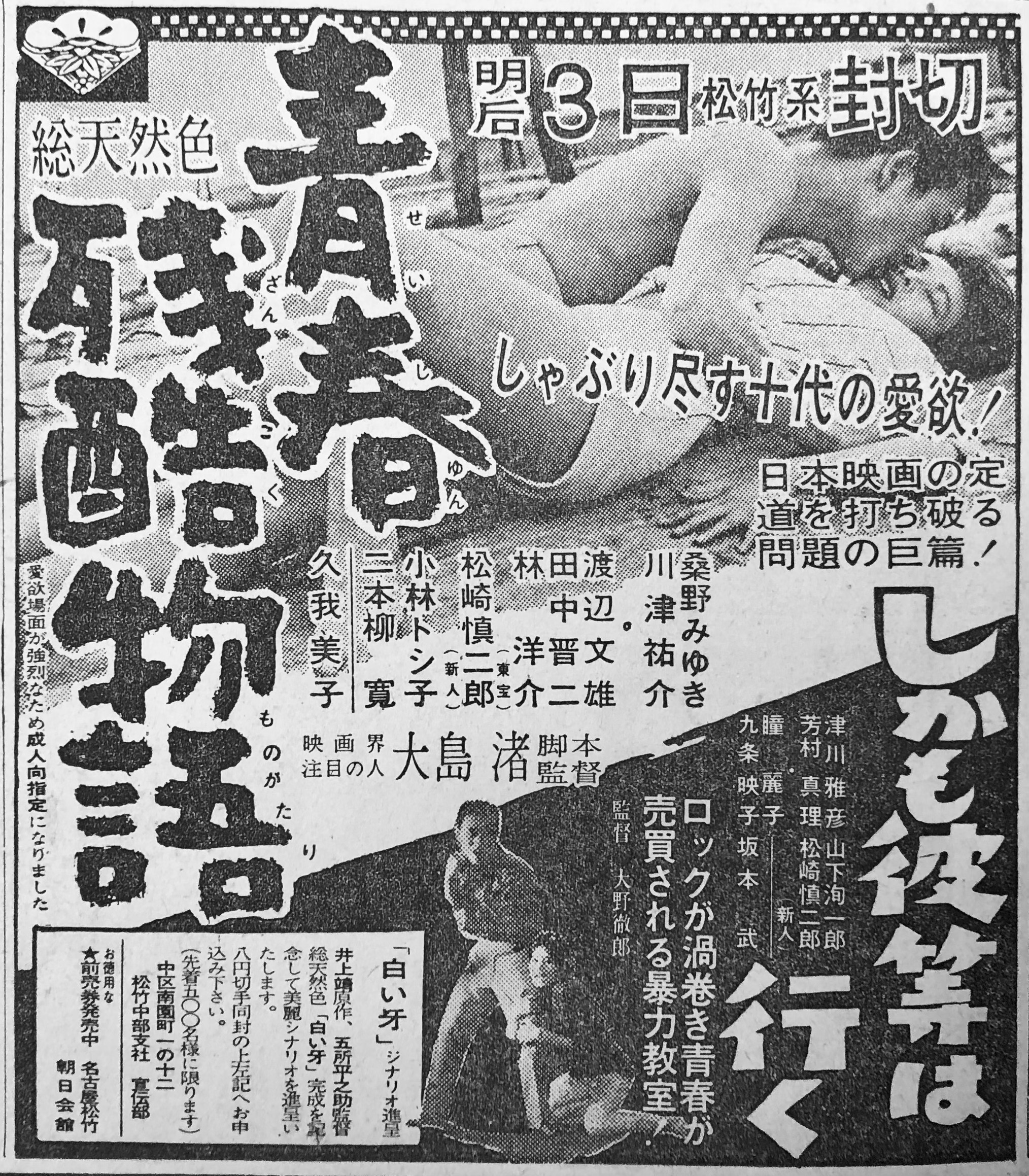
『青春残酷物語』（1960年）

『人間の條件 第5部・第6部 完結篇』（1961年）

- この天の虹（1958年、松竹）[注釈 2]
- 人間の條件 第3部・第4部（1959年、松竹）
- どんと行こうぜ（1959年、松竹）
- ふるさとの風（1959年、松竹）
- 手さぐりの青春（1959年、松竹）
- 明日の太陽（1959年、松竹）
- 春を待つ人々（1959年、松竹）
- 風花（1959年、松竹）
- 惜春鳥（1959年、松竹）
- 青春残酷物語（1960年、松竹）
- 太陽の墓場（1960年、松竹）
- 続・次郎物語 若き日の怒り（1960年、松竹）
- ろくでなし (1960年、松竹)
- 笛吹川（1960年、松竹）
- 二度とこないぞ青春は（1960年、松竹）
- 鑑賞用男性（1960年、松竹）
- 春の夢（1960年、松竹）
- 大いなる愛の彼方に（1960年、松竹）
- 人間の條件 第5部・第6部（1961年、松竹）
- はったり青年紳士（1961年、松竹）
- もず（1961年、松竹）
- わが恋の旅路（1961年、松竹）
- 学生重役（1961年、松竹）
- 好人好日（1961年、松竹）
- 三味線とオートバイ（1961年、松竹）
- 水溜り（1961年、松竹）
- 恋の画集（1961年、松竹）
- 小さな花の物語（1961年、松竹）
- 京化粧（1961年、松竹）
- 義士始末記（1962年、松竹）
- からみ合い（1962年、松竹）
- 千客万来（1962年、松竹）
- かあちゃん結婚しろよ（1962年、松竹）
- 背くらべ（1962年、松竹）
- かあさん長生きしてね（1962年、松竹）
- 湖愁（1962年、松竹）
- 三人娘乾杯!（1962年、松竹）
- 歌え若人達（1963年、松竹）
- つむじ風（1963年、松竹）
- 島育ち（1963年、松竹）
- 結婚式・結婚式（1963年、松竹）
- 「可否道」より なんじゃもんじゃ（1963年、松竹）
- 剣（1964年、大映）
- 十七才の狼（1964年、大映）
- 卍（1964年、大映）
- 海抜0米（1964年、松竹）
- 青い性（1964年、大映）
- 渚を駈ける女（1964年、松竹）
- 悶え（1964年、大映）
- 霧の旗（1965年、松竹）
- おしゃべりな真珠（1965年、松竹）
- 怪談片目の狼（1965年、東映）
- 野菊のごとき君なりき（1966年、大映）
- スパイキャッチャーJ3 SOS危機一髪（1966年、東映）
- 赤い天使（1966年、大映）
- けんかえれじい（1966年、日活）
- 逃亡列車（1966年、日活）
- 網走番外地 悪への挑戦（1967年、東映）
- 眠狂四郎人肌蜘蛛（1968年、大映）
- 女賭博師 尼寺開帳（1968年、大映）
- 黒蜥蜴（1968年、松竹）
- 怪談残酷物語 （1968年、松竹）
- 昆虫大戦争（1968年、松竹）
- 新宿そだち（1968年、松竹）
- 恐喝こそわが人生 （1968年、松竹） - 殺し屋
- 昭和おんな仁義（1969年、大映）
- 黒薔薇の館（1969年、松竹）
- 女体（1969年、大映）
- 眠狂四郎円月殺法 (1969年、大映)
- 華やかな女豹（1969年、日活）
- 兇状流れドス（1970年、大映）
- でんきくらげ（1970年、大映）
- しびれくらげ（1970年、大映）
- 柔の星（1970年、東宝）
- モナリザお京（1971年、大映）
- 激動の昭和史 沖縄決戦（1971年、東宝） - 神航空参謀 役[12]
- 告白的女優論（1971年、ATG）
- 江戸川乱歩の陰獣（1977年、松竹）
- 動乱（1980年、東映）
- 遙かなる走路（1980年、松竹）
- 炎のごとく（1981年、東宝）
- 冒険者カミカゼ -ADVENTURER KAMIKAZE- （1981年、東映）
- ブルートレインひとり旅 （1982年、中山映画株式会社）
- 化石の荒野（1982年、角川春樹事務所 / 東映）
- 恋する女たち（1986年、東宝）
- バカヤロー!3 へんな奴ら 第二話「過ぎた甘えは許さない」（1990年、松竹）
- 豪姫（1992年、松竹） - 板倉勝重
- きらきらひかる（1992年、ヘラルド・エース＝日本ヘラルド）
- ゴジラvsメカゴジラ（1993年、東宝） - 大前博士 役[13][1]
- 平成ガメラシリーズ（大映/東宝） - 野尻明雄 
  - ガメラ2 レギオン襲来（1996年）
  - ガメラ3 邪神覚醒（1999年）
- 地雷を踏んだらサヨウナラ（1999年、シネカノン）
- TAIZO〜戦場カメラマン・一ノ瀬泰造の真実〜（2003年、チームオクヤマ）
- エリ・エリ・レマ・サバクタニ（2006年、ファントム・フィルム）
- サッド ヴァケイション（2007年、スタイルジャム）
- 純愛（2007年）
- 黄金花（2009年）
- ナンバーテン・ブルース さらばサイゴン（1975年製作、2014年公開）

### オリジナルビデオ
- 優しくこたえて TOUCH ME TENDERLY（1992年）

### テレビドラマ
- 銀心中（1962年、NTV）
- おかあさん 第173話「さらばルイジアナ」（1963年、TBS）
- 家族会議（1964年 - 1965年、NTV）
- 大河ドラマ（NHK総合）
  - 太閤記（1965年） - 前田利家
  - 徳川家康（1983年） - 島左近
  - 春日局（1989年） - 稲葉貞通
- ザ・ガードマン（1965年 - 1971年、TBS / 大映テレビ室） - 荒木隊員
- スパイキャッチャーJ3（1965年 - 1966年、NET / 東映） - J3（壇俊介）
- 風 第17話「いのち果てるとも」（1968年、TBS / 松竹）
- 銭形平次（CX / 東映） 
  - 第105話「風車の唄」（1968年） - 三之助
  - 第801話「命売ろう」（1982年） - 大熊半兵衛
- 大江戸捜査網（12ch / 日活） 
  - 第57話「峠に地獄の雨が降る」（1972年） - つむじ風の仙太郎
  - 第233話「恋に舞う非情の掟」（1976年） - 大岡清順
- 忍法かげろう斬り 第14話「ぎやまん地獄の美女」（1972年、KTV / 東映） - 千崎弥源太
- 笹沢左保 股旅シリーズ / 狂女が唄う信州路（1972年、CX / C.A.L） - 抜かずの丈八
- ワイルド7（1972年 - 1973年、NTV / 国際放映） - 草波勝
- 恐怖劇場アンバランス 第1話「木乃伊（）の恋」（1973年、CX / 円谷プロ） - 古曽部正次
- トリプル捜査線（1973年、CX / 大映テレビ）
- 人生の並木路（1973年、TBS）
- 事件狩り（1974年、TBS / 大映テレビ）- 西条文彦
- 白い牙（1974年、NTV / 大映テレビ） - 佐竹俊次
- Gメン'75（TBS/東映）− 南雲義明警視（1979年10月6日 − 1981年4月11日）
  - 第227話「Gメン対香港の人喰い虎」
  - 第228話「Gメン対香港の人喰い虎PART2」
  - 第230話「零下50度からの逃亡者」
  - 第236話「国会議員宿舎の連続強盗事件」
  - 第240話「’80新春おせち料理毒殺事件」
  - 第247話「午前0時の漂流死体」
  - 第252話「15年前の女の死体」
  - 第253話「白バイに乗った暗殺者たち」
  - 第254話「警視庁の女スパイ」
  - 第262話「真夜中の偽装殺人」
  - 第267話「Gメン対世界最強の香港カラテ」
  - 第268話「Gメン対世界最強の香港カラテPART2」
  - 第275話「警官の妻たちの連続殺人」
  - 第283話「オホーツク海の幽霊船」
  - 第286話「スカート切り裂き魔」
  - 第305話「ノーパン喫茶殺人事件」
  - ゲスト出演
    - 第16話「Gメン皆殺しの予告」（1975年）- 岡田こうさく
    - 第86話「パリ警視庁の五百円紙幣」（1977年）
    - 第87話「冬のパリの殺し屋」（1977年）
    - 第88話「パリ－紺碧海岸 縦断捜査」（1977年） - 朝吹健吾
    - 第94話「ブリュッセル国際空港の女」（1977年） - 有吉竜
    - 第175話「香港カラテ対Gメン」（1978年）- 折口保安二課長
- 破れ傘刀舟 悪人狩り（NET / 三船プロ）
  - 第61話「さむらい無情」（1975年） - 松浦軍臓
  - 第119話「初春の虹をこえて」（1977年） - 己之助
- ポーラテレビ小説（TBS）
  - 加奈子（1975年 - 1976年） - 長谷川安造
  - からっ風と涙（1979年） - 上泉文太郎
  - おゆう（1983年） - 清吉
- 花王 愛の劇場 / 君恋し（1976年、TBS）
- 特捜最前線 第37話「犯罪都市・25時の慕情」（1977年、ANB / 東映） - ヤカタ・タツヒコ （南米コネクションの殺し屋・黄色いコンドル）
- 赤穂浪士（1979年、ANB / 東映） - 小林平七
- メガロマン（1979年、CX / 東宝） - 獅子堂剛 役（特別出演）
- 吉宗評判記 暴れん坊将軍 第69話「名刀誇りあり」（1979年、ANB / 東映） - 岡本左内
- 3年B組金八先生 第2シリーズ（1980年 - 1981年、TBS） - 上林先生
- 刑事犬カールII 第2話「命のロープを放すな」（1981年、TBS）
- 木曜ゴールデンドラマ / 松本清張の強き蟻（1981年、YTV）
- 関ヶ原（1981年、TBS） - 小西行長
- 3年B組貫八先生（1982年 - 1983年、TBS） - 上林先生
- 3年B組金八先生 スペシャルⅡ（1983年、TBS） - 上林先生
- ザ・サスペンス（TBS）
  - 地図にない道（1984年）
  - 縄の証言（1984年）
- 長七郎江戸日記スペシャル / 血闘・荒木又右衛門（1986年、NTV / ユニオン映画）
- 連続テレビ小説 / 純ちゃんの応援歌（1988年、NHK総合） - 小野陽一郎
- 火曜サスペンス劇場 / フルムーン旅情ミステリー(6)断崖（1992年、NTV）
- ある日、突然…（1992年、MBS）
- ひとつ屋根の下（1993年、CX） - 榊隆雄
- 江戸の用心棒 第15話「大奥(秘)怨み節」（1994年、NTV / ユニオン映画） - 山城屋惣兵衛
- 素敵に女ざかり（1996年、NHK総合）
- ピュア・ラブ（2002年、MBS） - 森本宗達
- 名奉行! 大岡越前 第2部 第3話「仇を追って40年…男と女、愛と憎しみのお白州!」（2006年、EX / 東映） - 浦沢源之助

### 舞台
- 島倉千代子特別公演 「すみだ川」
- 都はるみ 特別公演 「人情噺 浮草ぐらし」
- 大月みやこ 特別公演 「浮草おんな旅」
- 雪之丞変化
- 四人は姉妹（2008年）

### ドラマ以外のテレビ番組
- スター千一夜（CX）
- くいしん坊!万才（CX） - 5代目レポーター（1984年）
- 平成教育委員会（CX）
- てれび博物館（THK）
- 川津祐介のおもしろサイエンス（THK）
- 小川宏ショー（CX）
- たのきん全力投球!（TBS）
- モーニングジャンボ奥さま8時半です（TBS）
- ジェスチャー（NHK総合）
- 連想ゲーム（NHK総合）
- クイズ日本人の質問（NHK総合）
- クイズ面白ゼミナール（NHK総合）
- 生活ほっとモーニング（NHK総合）
- 今夜はあなたとミステリー（NHK総合）
- TVムック・謎学の旅（NTV）
- 欽ちゃんのちゃーんと考えてみてネ!（NTV）
- 午後は○○おもいッきりテレビ（NTV）
- 遠くへ行きたい（YTV）
- 土曜スペシャル（TX）
- ミエと良子のおしゃべり泥棒（TX）
- 日曜ビッグスペシャル（TX）
- レディス4（TX）
- すてきな出逢い いい朝8時（MBS）
- バラエティワイド こんな時α（ABC）
- おはようワイド・土曜の朝に（ABC）
- 霊感ヤマカン第六感（ABC）
- 西村由紀江の日曜はピアノ気分（YTV）
- ワイドショーWHO（KTV）
- 愛ラブリビング（NTV）
- ヒューマンドキュメント とやま物語（BBT）

※各局旅番組にも出演

### CM
- エーザイ「ザーネ・クリーム」（1979年）※子供たちと共演
- ハウス食品「印度カレー」「バーガーヘルパー」（1979年）※いずれも子供たちと共演
- サントリー「ウイスキーソーダ」（1989年）※『ザ・ガードマン』の共演者たちと共演

### 吹き替え
- 赤鼻のトナカイ ルドルフ物語（1979年、テレビ朝日版） - 父グマ
- レマゲン鉄橋（1981年、テレビ東京旧録版） - クルーガー少佐〈ロバート・ヴォーン〉

## 著書
- 『わが子に語る星と宇宙の話』（日本実業出版社、1983年）
- 『ジョリ・フリュイ-フルーツの本-』（いずみ出版、1984年）
- 『超能力健康法』〈超能力入門シリーズ〉（現代出版、1985年）
- 『18歳、女優をめざす娘に』（文化出版局、1987年）
- 『うちゅうとこころがひびきあうとき』（金の星社、1988年）
- 『こんなにヤセていいかしら-不思議な面白減量法　1回30秒だけで1日1キロ落ちる-』（青春出版社〈プレイブックス〉（P-471）、1988年）
- 『わが子に語る星と宇宙の話（改訂・増補）』（日本実業出版社、1990年）
- 『天使よはばたけ-いじめになんかまけるな-』（国土社、1996年）
- 『三回死んでわかったこと』（小学館〈小学館文庫〉、2005年）
- 『神様ありがとう。今日も元気！』（三宝出版、2008年）